# Gnetum bosavicum
Gnetum bosavicum — вид голонасінних рослин класу гнетоподібних.

## Поширення, екологія
Країни проживання: Папуа Нова Гвінея (головний острів групи). Вид був зібраний в гірських вологих змішаних первинних лісах, на старому добре дренованому вулканічному ґрунті, в основному на хребтах.

## Загрози та охорона
Знаходиться в двох областях: в гірських тропічних лісів, які є значною мірою недоторканою екосистемою і в південної Нової Гвінеї низовинних тропічних лісах, які стикаються з потенційно серйозною загрозою, лісозаготівель. Росте в Національному парку Маунт Босаві.
| Шишки секвоядендрону | Це незавершена стаття про голонасінні. Ви можете допомогти проєкту, виправивши або дописавши її. |